# Капроне
Капроне (пол. Kapronie) — село в Польщі, у гміні Дзволя Янівського повіту Люблінського воєводства.
Населення — 100 осіб (2011).
У 1975-1998 роках село належало до Тарнобжезького воєводства.

## Демографія
Демографічна структура станом на 31 березня 2011 року:
|          | Загалом | Допрацездатний вік | Працездатний вік | Постпрацездатний вік |
| -------- | ------- | ------------------ | ---------------- | -------------------- |
| Чоловіки | 54      | 14                 | 36               | 4                    |
| Жінки    | 46      | 6                  | 25               | 15                   |
| Разом    | 100     | 20                 | 61               | 19                   |